# Lippisch P.13a
Lippisch P.13a là một mẫu máy bay tiêm kích đánh chặn cánh tam giác trang bị động cơ phản lực thẳng dòng (ramjet), được tiến sĩ Alexander Lippisch thiết kế vào cuối năm 1944 cho Đức quốc xã. Nó mới chỉ dừng ở bản vẽ thiết kế, nhưng các mô hình thử nghiệm trong hầm gió ở hầm gió tốc độ cao của DVL cho thấy mẫu thiết kế này có sự ổn định rất tốt ở vận tốc lên tới Mach 2,6.

## Thiết kế và phát triển
Vì vấn đề cung cấp nhiên liệu thông thường rất khó khăn đối với Đức vào cuối năm 1944, Lippisch đã đề xuất mẫu máy bay P.13a chạy bằng than đá. Ban đầu, than được để trong một giỏ đặt sau cửa dẫn khí vào động cơ, hơi lồi ra và được đốt cháy nhờ một bếp gas. Sau đó thử nghiệm trong hầm gió của động cơ ramjet và giỏ than, các sửa đổi được kết hợp để quá trình đốt cháy hiệu quả hơn.
Than đá ở dạng hạt nhỏ, để kiểm soát lượng than đốt, giỏ đựng bị thay thế bằng một trống lưới có trục thẳng đứng ở tốc độ 60 vòng một phút. Một vòi phun lửa từ các thùng gas sẽ được bắn vào giỏ khi P.13a đạt đến tốc độ vận hành (trên 320 km/h), có thể dùng các động cơ tên lửa đẩy phụ trợ hoặc được kéo để cất cánh.
Không khí đi qua ramjet sẽ bị than cháy đốt nóng đẩy về phía sau, rồi khí nóng được trộn với khí sạch ở áp suất cao từ cửa dẫn khí khác. Hỗn hợp khí này sau đó được đưa thẳng ra họng xả của động cơ tạo thành lực đẩy. Trước khi chiến tranh kết thúc, một buồng đốt và trống lưới đã được đội thiết kế chế tạo và thử nghiệm thành công ở Viên.
Người ta không rõ P.13a được trang bị vũ khí gì. Pháo MK 103 thì quá nặng và quá lớn đối với một máy bay nhỏ như nó. Có thể nó được trang bị 1 hoặc 2 khẩu súng máy hạng nhẹ.
Vào cuối chiến tranh thậm chí mẫu thử tàu lượn DM-1 vẫn chưa hoàn thành khi bị quân Mỹ tịch thu. Sau đó nhóm của Lippisch được lệnh phải hoàn thành mẫu thử này rồi đưa lên tàu chở tới Mỹ khi nó thử nghiệm bay.
Những thước phim tư liệu cho thấy một cuộc thử nghiệm của mô hình thu nhỏ của P.13a. Các thử nghiệm bắt đầu vào tháng 5/1944 tại Spitzerberg, gần Vienna.
Sau chiến tranh, Lippisch làm việc cho hãng chế tạo máy bay Convair của Mỹ, Convair đã phát triển và thử nghiệm XF-92 dựa trên thiết kế của Lippisch, từ thử nghiệm này đã đưa tới mẫu máy bay F-102 Delta Dagger và F-106 Delta Dart.

## Biến thể
- Akaflieg Darmstadt/Akaflieg München DM.1 – hay còn gọi là phiên bản tàu lượn thử nghiệm trong hầm gió Lippisch DM.1 A có kích cỡ của Lippisch P.13a

## Tính năng kỹ chiến thuật (P.13a)

### Đặc điểm riêng
- Tổ lái: 1
- Chiều dài: 6,70 m (22 ft 0 in)
- Sải cánh: 6,00 m (19 ft 9 in)
- Chiều cao: 3,25 m (10 ft 8 in)
- Diện tích cánh: 20,0 m² (215 ft²)
- Trọng lượng có tải: 2.295 kg (5.060 lb)
- Động cơ: 1 động cơ phản lực luồng thẳng chạy bằng than Kronach Lorin

### Hiệu suất bay
- Vận tốc cực đại: 1.650 km/h (1.025 mph)
- Tầm bay: 1.000 km (621 dặm)
- Lực nâng của cánh: 115 kg/m² (24 lb/ft²)